# Новосанжарська сотня
Новосанжарська сотня — військово-адміністративна одиниця Кременчуцького і Полтавського полку Гетьманщини. Центр — сотенне містечко Нові Санжари

## Історія
Створена до адміністративної реформи 1660-1662 pp., коли у складі Полтавського полку ліквідовувалося Гадяцьке староство (1649-1660 pp.) і формувався Зіньківський полк (1662-1672 pp.), але не пізніше 1658 року.
Перший відомий сотник новосанжарський (Чорномаз Іван) зафіксований у архівній документації від 24.04.1658 року. Перший отаман новосанжарський (Андрієнко Федір) зафіксований дослідниками у архівній документації, що датується 1654 роком.
Протягом 1654-1661 pp. сотня входила до Полтавського, а в 1661-1663 pp. до Кременчуцького полків. 1663 р. сотня була закріплена за Полтавським полком і аж до ліквідації у 1764 році не міняла адміністративного підпорядкування. 1764 року царським указом Новосанжарська сотня вилучена зі складу Гетьманщини, ліквідована і приєднана до Новоросійської губернії, у складі Російської імперії.

## Сотники
Примітка: у дужках подано період перебування на посаді сотника.
- Чорномаз Іван (? - 1658.24.04 - ?)
- Дурицький Яків Андрійович (? - 1658.12.12 - 1659.15.04 - ?)
- Зарудний Григорій (? - 1658.10 - 1659.10.06 - ?)
- Семененко Сергій (? - 1665 - 1670.25.07 - ?)
- Труш (Трош) Іван (? - 1672.05 - 1676 - ?)
- Мелещенко Яків (Яцько) (1680 - 1684)
- Горячий Федір (? - 1680.19.05 - ?)
- Федянович Кіндрат (? - 1682.07 - 11 - ?)
- Іванович Григорій (наказний сотник) (1684.03)
- Семененко Матвій (? - 1693.05 - ?)
- Бутенко Степан (1693.09 - станом на 1694.09 наказний)
- Биченко Йосип (Еслер)[2] (? - 1696.01.01 - ?)
- Плічник Максим (? - 1696 - ?)
- Яковенко Роман (? - 1699.18.11 - ?)
- Іванович Василь (? - 1700.01 - ?)
- Яковенко Роман (? - 1700 - 1709)
- Мелещенко Яків (Яцько) (1709-ран. - 1710.09.07)
- Лісняк Василь (1710.06 - наказний)
- Буцький Матвій (? - 1710.24.10 - 1714.09 - ?)
- Кущ Яків (? - 1715.20.05 - ?)
- Жданович Павло Михайлович (1715 - 1725)
- Цесарський Яків (1716.10 - наказний)
- Шпак Іван (1718, станом на 1720.06.03 наказний)
- Кущ Іван (1718.01.08 - наказний)
- Кириченко Іван (1720.20.10 - наказний)
- Жданович Василь Михайлович (1718, 1721 - наказний)
- Луценко Андрій (1724.22.06 - наказний)
- Бич Григорій Йосипович (син сотника Биченка Йосипа) (1725/1726 - наказний, 1727.25.01 - 1729 - повний)
- Левенець Дмитро Іванович (1729.05.01 - 1738-1738)
- Кот Павло (1736 - наказний)
- Руденко Кирило (1737 - наказний)
- Дігтяр Яків (1738 - ?)
- Тимченко Григорій Опанасович (1739 - наказний, 1739 - 1748 - повний)
- Субота Федір (1740 - наказний)
- Бридун Яків (1746.01.12 - наказний)
- Афанасьєв (1740)
- Сулима Петро Іванович (1748 - 1756)
- Ольховський (Вольховський) Ілля Парфенович (1756 - 1757)
- Ситенський Федір Іванович (1757)
- Магденко Андрій Васильович (1757.09.05 - 1765.10.02)